# Fatou Sow
Fatou Sow, née en 1940 à Dakar, est une sociologue sénégalaise féministe et chercheuse sur les questions de genre notamment en Afrique.

## Biographie
Après l'indépendance du Sénégal, elle fait partie des premières femmes à accéder à l'université. Elle soutient une thèse sur les élites sénégalaises, puis continue sa recherche en sociologie.

## Carrière
Fatou Sow devient enseignante à l'université Cheikh Anta Diop de Dakar. À la fin des années 1980, elle crée le programme d'enseignement du genre au Conseil pour le développement de la recherche en sciences sociales en Afrique. En 1999, elle organise le deuxième Congrès international des recherches féministes dans la francophonie.
En 1993, elle devient chargée de recherches au CNRS, à l’université Paris-Diderot, au sein du laboratoire « Société en développement dans l’espace et dans le temps », fondé par Catherine Coquery-Vidrovitch.
Elle contribue à ancrer les questions de genre dans les institutions de recherche et les universités africaines, et à faire connaître les associations des femmes africaines et leurs attentes. Elle développe également des partenariats avec des universités américaines.
En dehors de sa carrière de chercheuse, elle est coordinatrice du réseau Femmes vivant sous lois musulmanes pour l'Afrique de l'Ouest et du Development Alternatives with Women for a New Era (en), organisme qui intervient auprès des institutions internationales.

## Ouvrages
- Sexe, genre et société : engendrer les sciences sociales africaines, A. Imam, A. Mama, F. Sow (dir.), version française par Fatou Sow de Engendering African social sciences, Dakar, CODESRIA/Karthala, 2002
- La marchandisation de la gouvernance, version française par Fatou Sow de Marketisation of Governance, Viviene Taylor (dir.), Paris, DAWN-L’Harmattan, 2002
- Notre corps, notre santé : la santé et la sexualité des femmes en Afrique subsaharienne, Fatou Sow et Codou Bop (dir.), Paris, L’Harmattan, 2004
- « Les femmes, l’État et le sacré », in L’islam politique au Sud du Sahara. Identités, discours et enjeux, M. Gomez-Perez (éd.), Paris, Karthala, 2005
- « Penser les femmes et l’islam en Afrique : une approche féministe », contribution à Mama Africa : mélanges offerts à Catherine Coquery-Vidrovitch, Paris, L’Harmattan, 2005
- « Mobilisation des femmes en Afrique de l’Ouest », in Gender Equality. Striving for Justice in an Unequal World, UNRISD, Genève, 2005